# آش بلغور
آش بلغور یکی از خوراک‌های سنتی استان همدان است که با بلغور، عدس، لپه، سبزی‌ها شامل گشنیز، تره، جعفری و نعنا پخته می‌شود. این آش به زبان ترکی یارما آشی نامیده می‌شود و از خوراک‌های محلی استان آذربایجان غربی است.